# Choeradoplana banga
Choeradoplana banga ist eine Art der zu den Landplanarien zählenden Gattung Choeradoplana. Sie kommt in Brasilien vor.

## Merkmale
Choeradoplana banga hat einen länglichen Körper, der eine Länge von bis zu 45 Millimetern und Breite von ca. 2 Millimetern aufweist. Der Rücken ist stark konvex und der Bauch leicht konvex geformt, die Seiten sind abgerundet. Das Vorderende ist bei lebendigen Individuen aufgrund eines Retraktormuskels nach hinten gebogen, so dass auf der Bauchseite wegen eines Muskeldrüsenorgans zwei kissenartige Strukturen im Kopfbereich erkennbar sind. Der Rücken hat eine blasse ockerfarbene Grundfärbung mit vielen unregelmäßigen dunkelbraunen Punkten. Die Körperränder sind leicht rostfarben. Die Bauchseite zeigt eine blasse Gelbfärbung. Auf den ersten 0,25 Millimetern befinden sich keine Augen, dahinter verteilen sie sich entlang der Seitenränder in zwei bis drei Reihen bis zum Hinterende.
Zum Kopulationsapparat gehört ein enges weibliches Atrium genitale, wobei der Ovellinkanal hinter dem Atrium bauchseitig in die Vagina mündet.

## Verbreitung
Die Art wurde in der Serra da Cantareira in der Nähe der Stadt São Paulo gefunden. Der Fundort ist mit Atlantischem Regenwald bedeckt.

## Etymologie
Das Artepitheton banga stammt aus der Tupi-Sprache, die in der Region gesprochen wurde, und bedeutet auf Deutsch gebogen, was sich auf die Form des Ovellinkanals bezieht.